# Alfred Bauer
Alfred Bauer (* 18. November 1911 in Würzburg; † 19. Oktober 1986 in Berlin) war ein deutscher Jurist und Filmhistoriker. Von 1942 bis 1945 war er Referent der Reichsfilmintendanz, von 1951 bis 1976 Leiter der Internationalen Filmfestspiele Berlin (Berlinale).

## Leben
Alfred Bauer war der Sohn des späteren Staatsoberbibliothekars der Universitätsbibliothek Würzburg Fritz Bauer. Noch vor seinem Studium der Rechte und Kunstgeschichte begann er mit dem Aufbau einer Sammlung von Filmliteratur.
Bauer schloss sich dem NSDStB an und trat zum 5. November 1933 der SA bei. Er beantragte am 9. Juni 1937 die Aufnahme in die NSDAP und wurde rückwirkend zum 1. Mai desselben Jahres aufgenommen (Mitgliedsnummer 4.401.355).
Unmittelbar nach seinem Studienabschluss trat er am 1. Oktober 1935 dem NSRB bei, der Berufsorganisation der Juristen im „Dritten Reich“, und legte 1939 sein Assessor-Examen in Berlin ab. Noch während seiner Referendarzeit (1935–1939) promovierte Bauer an der Universität Würzburg im Juli 1938 mit einer Arbeit über Filmrecht. Seine Studentenakte, die sich im Archiv der Universität Würzburg befindet, gibt weder Aufschluss über das Thema seiner Dissertation noch über seine Aktivitäten im NSDStB. Seine Doktorarbeit bleibt bis heute verschollen. Nach Kriegsbeginn wurde Bauer in die Wehrmacht (Flak) eingezogen und am 23. März 1942 aufgrund gesundheitlicher Probleme wieder entlassen.
Nach drei Jahren als Soldat wurde er 1942 Mitarbeiter der UFI. Vor seiner Einstellung bedurfte es einer Erklärung seiner politischen Tauglichkeit für das Propagandaministerium, die ihm die Ortsgruppe Würzburg-Süd des NS-Gaus Mainfranken schrieb: Bauer sei „ein eifriger SA-Mann“ und es sei ein „voller Einsatz für Staat und Bewegung [zu] erwarten“.
Von 1942 bis 1945 war Bauer als Referent in der Reichsfilmkammer beschäftigt und der 20-köpfigen, 1942 gegründeten Reichsfilmintendanz zugewiesen. Als solcher war er an der Auswahl von Freistellungen vom Kriegsdienst für Filmschaffende (Unabkömmlichkeitsstellungen der Filmschaffenden) beteiligt. Einer Studie zufolge hat Bauer eine bedeutende Rolle beim Funktionieren und der Stabilisierung und Legitimierung des deutschen Filmwesens während der NS-Diktatur geleistet, die er nach 1945 systematisch verschleiert hat.
Während seines Entnazifizierungsverfahrens (1945–1947) versuchte Bauer durch bewusste Falschaussagen und Halbwahrheiten seine Vergangenheit zu verschleiern und sich das Image eines aktiven Gegners des NS-Regimes zu verleihen. Auch wenn seine Argumentations- und Verteidigungsstrategien dabei zahlreiche Ähnlichkeiten zu vergleichbaren Fällen aufweisen, so sticht die Dreistigkeit und Penetranz seines Vorgehens hervor. Sie offenbaren Bauers Opportunismus in der Nähe zum NS-Regime. Nach Abschluss seines Entnazifizierungsverfahrens konnte Bauer seine Karriere in der deutschen Filmindustrie fortsetzen. Am 6. Juli 1950 legte er dem Berliner Bürgermeister Ernst Reuter, den drei alliierten Stadtkommandanten sowie dem Verband der Berliner Filmwirtschaft eine Denkschrift über die Gründung eines Filminstituts in Berlin vor. Hierzu schlug er auch die Etablierung eines alljährlich stattfindenden Filmfestivals vor. Im November desselben Jahres beauftragten ihn die Alliierten unter Federführung des amerikanischen Filmoffiziers Oscar Martay mit der Planung und Durchführung eines Filmfestivals in Berlin. Die erste Berlinale unter Bauers Leitung fand im Juni 1951 statt."
Bauer war ab 1945 bei der britischen Militärregierung als Berater in Filmangelegenheiten tätig. 1950 erschien der von ihm herausgegebene Deutsche Spielfilm-Almanach 1929–1950, der auf seiner Erfahrung in der Reichsfilmintendanz basierte. „Dank seiner Arbeit in der Reichsfilmkammer und der UFI konnte Bauer die offiziell festgelegten Stabangaben der in der Nazi-Zeit produzierten Spielfilme sammeln, aus denen er den Almanach [Deutscher Spielfilm-Almanach 1929–1950] kompilierte“. Unmittelbar danach begann er mit der Planung von dessen Fortsetzung, doch aus beruflichen Gründen konnte er diese als Deutscher Spielfilm-Almanach Band 2: 1946–1955 erst 1981 veröffentlichen.
Im Sommer 1951 wurden die ersten Filmfestspiele in Berlin eröffnet und als deren Leiter Alfred Bauer eingesetzt. Die Berlinale war auf Initiative des jüdischen US-Filmoffiziers Oscar Martay gegründet worden. Gegen Bauers Ernennung gab es von Anfang an – mit Blick auf seine Tätigkeit in der Reichsfilmkammer – Proteste, die aber von der amerikanischen Besatzungsmacht im Keim erstickt wurden.
1973 wies der Filmhistoriker Wolfgang Becker (1943–2012) darauf hin, dass Alfred Bauer in der Reichsfilmintendanz gewirkt hat und dort einer ihrer beiden Referenten war. Auf diese enge Verstrickung mit der Reichsfilmintendanz und damit zum NS-Propagandaapparat machten auch Hans C. Blumenberg (1993), Felix Moeller (1998) und Tereza Dvořáková und Ivan Klimeš (2008) aufmerksam.
Bauers Arbeit war das Wachstum des Berlinale-Festivals und dessen baldige internationale Anerkennung zu verdanken. 1976 trat Bauer in den Ruhestand und übergab das Amt an Wolf Donner. Im selben Jahr erhielt er das Filmband in Gold für langjähriges und hervorragendes Wirken im deutschen Film.

## Alfred-Bauer-Preis
Nach Bauers Tod 1986 stifteten die Filmfestspiele den „Silberner Bär-Alfred-Bauer-Preis“. Er wurde ab 1987 während der Berlinale für einen Spielfilm vergeben, der neue Perspektiven der Filmkunst eröffnete. Ende Januar 2020 entschloss sich die Berlinale-Führung kurz vor Beginn der neuen Berlinale, die Vergabe auszusetzen. Die Rolle Bauers im Nationalsozialismus war der derzeitigen Berlinale-Leitung bis dahin unbekannt gewesen. Die Wochenzeitung Die Zeit hatte auf Forschungen des Hobby-Filmwissenschaftlers Ulrich Hähnel hingewiesen und festgestellt, dass Bauer eine einflussreiche Position in der NS-Propagandabürokratie gehabt habe.
In einem Interview mit der Zeitung Die Welt widersprach der Filmhistoriker Armin Jäger dieser Darstellung weitgehend. Für ihn seien die wesentlichen Tatsachen bereits früher bekannt gewesen. Er bezeichnete Bauer als einen opportunistischen Bürokraten, der aber keine entscheidende Figur und sicher nicht Herr über Leben und Tod gewesen sei. „Nach meinem Eindruck war er eher eine Art Koordinator und Protokollant von Produktionsabläufen, aber niemand, der selbstständige Entscheidungen getroffen hat.“  Die Umbenennung des nach Bauer benannten Preises hielt er aber für gerechtfertigt.
Im Februar 2020 beauftragte die Berlinale-Führung das Institut für Zeitgeschichte in München mit der Erforschung von Alfred Bauers Position im NS-Machtapparat. Danach hat Bauer durch seine Tätigkeit bei der Reichsfilmintendanz einen nicht unwesentlichen Beitrag zum Funktionieren des deutschen Filmwesens während der NS-Diktatur und damit zu ihrer Stabilisierung und Legitimierung geleistet.

## Schriften
- Die diktatorische Bevormundung des deutschen Filmschaffens durch das Nazi-Regime – Wie entstand ein Film im Nazi-Deutschland. Maschinenschriftliches Manuskript, S. 6; Bundesarchiv: R 109 I / 1726 (vermutlich abgedruckt in F: Filmjournal, Nr. 17, 1979, S. 17–22, 48.)
- Deutscher Spielfilm-Almanach 1929–1950. Das Standardwerk des deutschen Films. Ausgabe aus Anlass des 20-jährigen deutschen Tonfilm-Jubiläums. Filmblätter-Verlag, Berlin-Zehlendorf 1950. Neuausgabe: Filmladen Winterberg, München 1976, ISBN 3-921612-00-4.
- Deutscher Spielfilm-Almanach, Bd. 2: 1946–1955. Ein Führer durch die deutschsprachige Filmproduktion der ersten 10 Nachkriegsjahre in der Bundesrepublik Deutschland, der Deutschen Demokratischen Republik, Österreich und der Schweiz. Filmbuchverlag Winterberg, München 1981, ISBN 3-921612-01-2.